# Jean Discry
Jean Arthur Adolphe Joseph Discry (Haneffe, 23 april 1898 - Spa, 23 juli 1980) was een Belgisch volksvertegenwoordiger en burgemeester.

## Levensloop
Discry was een zoon van Adolphe Discry en van Leopoldine Dobbelaere. Hij trouwde met Anne-Marie Haubursin. Ze hadden drie dochters en een zoon.
Gepromoveerd tot doctor in de rechten (1922), werd hij advocaat aan de balie van Luik. Hij was een van de stichters van het landbouwsyndicalisme in Wallonië. Vanaf 1919 schreef hij in Défense agricole belge en in 1922 werd hij juridisch raadgever voor de Fédération Nationale des Unions Professionnelles Agricoles (UPA). Hij werd hierin later opgevolgd door zijn zoon, Jean-Marie Discry.
Hij werd in 1958 gemeenteraadslid en burgemeester van Spa en bekleedde die mandaten tot in 1964. 
In 1946 werd hij PSC-volksvertegenwoordiger voor het arrondissement Verviers en vervulde dit mandaat tot in 1965. 